# Grups d'Acció i Reflexió Socialista
Grups d'Acció i Reflexió Socialista (GARS) fue una organización política socialista antifranquista y valencianista creada en 1973 por Vicent Ventura i Beltran y Joan Josep Pérez Benlloch, antiguos miembros del Partit Socialista Valencià (PSV), y Màrius Garcia Bonafé, antiguo militante del PCE pero vinculado al PSV . Pretendía ser el sucesor y ocupar el vacío del PSV y se movió ideológicamente en el nacionalismo valenciano. Se integraron en la Taula Democràtica del País Valencià. En 1974 consiguieron reunir a un centenar de militantes, y a finales de año se constituyeron en partido político, adoptando el nombre de Partit Socialista del País Valencià.